# تیچمارش، نورث‌همپتون‌شر
تیچمارش (به انگلیسی: Titchmarsh) یک روستا و محله مدنی در بریتانیا است که در نورث‌همپتون‌شر شرقی واقع شده‌است. تیچمارش ۵۹۸ نفر جمعیت دارد.